# Polowanie na grube ryby
Polowanie na grube ryby (ang. Shooting Fish) – brytyjska komedia romantyczna z 1997 roku w reżyserii Stefana Schwartza. Wyprodukowana przez wytwórnię Entertainment Film Distributors.
Premiera filmu odbyła się 22 sierpnia 1997 w Wielkiej Brytanii. W Polsce film odbył się 24 kwietnia 1998. Zdjęcia do filmu zrealizowano w Anglii m.in. w londyńskim Alexandra Palace (Muswell Hill), Mill Hill, w Shepperton Studios (Shepperton, Surrey), w krematorium West Herts (Garston, Hertfordshire) i w Londynie w Wielkiej Brytanii.

## Opis fabuły
Film opisuje historię dwóch bohaterów – Jeza (Stuart Townsend) i Dylana (Dan Futterman), którzy wychowali się w sierocińcu. Obaj dorabiają się na oszukiwaniu londyńskich biznesmenów. Wkrótce jednak los się od nich odwraca, kiedy zjawia się nowa dziewczyna. Z pomocą nowej koleżanki, Jez i Dylan zdzierają pieniądze z bogatych ludzi robiąc to w zabawny i śmieszny sposób.

## Obsada
Źródło: Filmweb
- Dan Futterman jako Dylan
- Stuart Townsend jako Jez
- Kate Beckinsale jako Georgie
- Nickolas Grace jako pan Stratton-Luce
- Claire Cox jako Floss
- Ralph Ineson jako pan Ray
- Dominic Mafham jako Roger
- Peter Capaldi jako pan Gilzean
- Annette Crosbie jako pani Cummins